# 芒筒
芒筒是一種竹製单簧气鸣乐器，亦稱地筒、莽筒或芦笙筒，主要流傳於中國西南、為少數民族所演奏，不過部分當代國樂作品也會使用芒筒。
芒筒可依其共鳴筒之大小，將音高區分為高音、中音、次中音、低音和倍低音等几种。丹寨縣為其主要出產地，不過一般較多苗人聚集的鄉間，亦會有製作芒筒的師傅以此維生。通常一支芒筒售價約3到5人民幣。

## 構造
芒筒是竹作成的樂器，由簧管、共鳴筒兩部分組成。簧管是一根細竹管，上端管口為吹口並打通中間竹節，下端留節封閉，節上鑲一枚銅製簧片而成，沒有按孔，可發一個單音。也可用蘆笙管作為簧管。共鳴筒則是用較為粗大的毛竹筒制做，將簧管置入共鳴筒底部。其發音原理為嘴吹吹口，讓氣流振動簧片發音，並通過共鳴筒擴大音量。

### 改革芒筒
現代，芒筒經過改革，有29管和22管的加鍵芒筒，已用於貴州省黔東南苗族侗族自治州歌舞團和濟南部隊前衛歌舞團等專業文藝團體中。其氣流通過按鍵控制，站、走、跳均可演奏。可奏单旋律和复调性乐曲。

## 使用
芒筒演奏之時，往往多隻一起合奏。其有時亦會作為低音樂器，加入蘆笙樂隊中合奏。